# Anonychia latifascia
Anonychia latifascia är en fjärilsart som beskrevs av John Henry Leech 1897. Anonychia latifascia ingår i släktet Anonychia och familjen mätare. Inga underarter finns listade i Catalogue of Life.